# Calomys boliviae
Calomys boliviae е вид бозайник от семейство Хомякови (Cricetidae).

## Разпространение
Видът е разпространен в Аржентина и Боливия.